# Lopaphus albopunctatus
Lopaphus albopunctatus är en insektsart som först beskrevs av Chen, S.C. och Yun He He 2004.  Lopaphus albopunctatus ingår i släktet Lopaphus och familjen Diapheromeridae. Inga underarter finns listade i Catalogue of Life.